# Moreira de Cónegos
Moreira de Cónegos es una villa y freguesia portuguesa, parte del concelho de Guimarães y del distrito de Braga.
Junto a los poblados contiguos de Conde y Gandarela, la villa forma un área urbana de más de 7000 moradores. La freguesia de Moreira de Cónegos cuenta con 4651 habitantes.
En la villa tiene su sede la asociación deportiva del Moreirense, cuyo equipo juega en el Estádio Comendador, con capacidad para 6150 espectadores.